# Сібрук-Фармс (Нью-Джерсі)
Сібрук-Фармс (англ. Seabrook Farms) — переписна місцевість (CDP) в США, в окрузі Камберленд штату Нью-Джерсі. Населення — 1508 осіб (2020).

## Географія
Сібрук-Фармс розташований за координатами 39°30′4″ пн. ш. 75°13′13″ зх. д. / 39.50111° пн. ш. 75.22028° зх. д. (39.501155, -75.220355).  За даними Бюро перепису населення США в 2010 році переписна місцевість мала площу 5,64 км², з яких 5,61 км² — суходіл та 0,03 км² — водойми.

## Демографія
Згідно з переписом 2010 року, у переписній місцевості мешкали 1484 особи в 508 домогосподарствах у складі 388 родин. Густота населення становила 263 особи/км².  Було 548 помешкань (97/км²).
Расовий склад населення:
| - 44,5 % — чорних або афроамериканців - 32,4 % — білих - 1,2 % — корінних американців - 1,1 % — азіатів - 13,0 % — осіб інших рас |

До двох чи більше рас належало 7,7 %. Частка іспаномовних становила 21,5 % від усіх жителів.
За віковим діапазоном населення розподілялося таким чином: 37,1 % — особи молодші 18 років, 56,8 % — особи у віці 18—64 років, 6,1 % — особи у віці 65 років та старші. Медіана віку мешканця становила 25,9 року. На 100 осіб жіночої статі у переписній місцевості припадало 84,8 чоловіків;  на 100 жінок у віці від 18 років та старших — 73,4 чоловіків також старших 18 років.
Середній дохід на одне домашнє господарство  становив 34 704 долари США (медіана — 30 477), а середній дохід на одну сім'ю — 37 546 доларів (медіана — 31 452). За межею бідності перебувало 30,1 % осіб, у тому числі 33,5 % дітей у віці до 18 років та 11,8 % осіб у віці 65 років та старших.
Цивільне працевлаштоване населення становило 420 осіб. Основні галузі зайнятості: освіта, охорона здоров'я та соціальна допомога — 31,2 %, роздрібна торгівля — 25,0 %, будівництво — 13,6 %, фінанси, страхування та нерухомість — 7,6 %.